# Miloš Šestić
Miloš Šestić (Laktaši, 1956. augusztus 8. –) jugoszláv válogatott szerb labdarúgó, csatár.

## Pályafutása

### Klubcsapatban
A Jedinstvo Stara Pazova korosztályos csapatában kezdte a labdarúgást. 1974 és 1984 között a Crvena zvezda labdarúgója volt. 1985–86-ban a görög Olimbiakósz csapatában szerepelt. 1987 és 1989 között az FK Vojvodina, 1990-ben az FK Zemun, 1991-ben az OFK Beograd játékosa volt.

### A válogatottban
1979 és 1985 között 21 alkalommal szerepelt a jugoszláv válogatottban és két gólt szerzett. Az 1980-as moszkvai olimpián negyedik lett a csapattal. Részt vett az 1982-es spanyolországi világbajnokságon és az 1984-es franciaországi Európa-bajnokságon.

## Sikerei, díjai
Jugoszlávia
- Olimpiai játékok
  - 4.: 1980, Moszkva

 Crvena zvezda
- Jugoszláv bajnokság
  - bajnok (4): 1976–77, 1979–80, 1980–81, 1983–84
- Jugoszláv kupa
  - győztes (2): 1982, 1985
- UEFA-kupa
  - döntős: 1978–79

 Olimbiakósz
- Görög bajnokság
  - bajnok: 1986–87

 FK Vojvodina
- Jugoszláv bajnokság
  - bajnok: 1988–89